# NGC 7330
NGC 7330 este o galaxie situată în constelația Șopârla. A fost descoperită în 26 iulie 1870 de către Édouard Stephan⁠(d). Se află la o distanță de 71,74 de megaparseci de Pământ.